# 709 Fringilla
Fringilla (asteróide 709) é um asteróide da cintura principal com um diâmetro de 96,56 quilómetros, a 2,57752225 UA. Possui uma excentricidade de 0,1153672 e um período orbital de 1 816,58 dias (4,98 anos).
Fringilla tem uma velocidade orbital média de 17,44910087 km/s e uma inclinação de 16,28568055º.
Esse asteróide foi descoberto em 3 de Fevereiro de 1911 por Joseph Helffrich.